# 巴黎第五大学

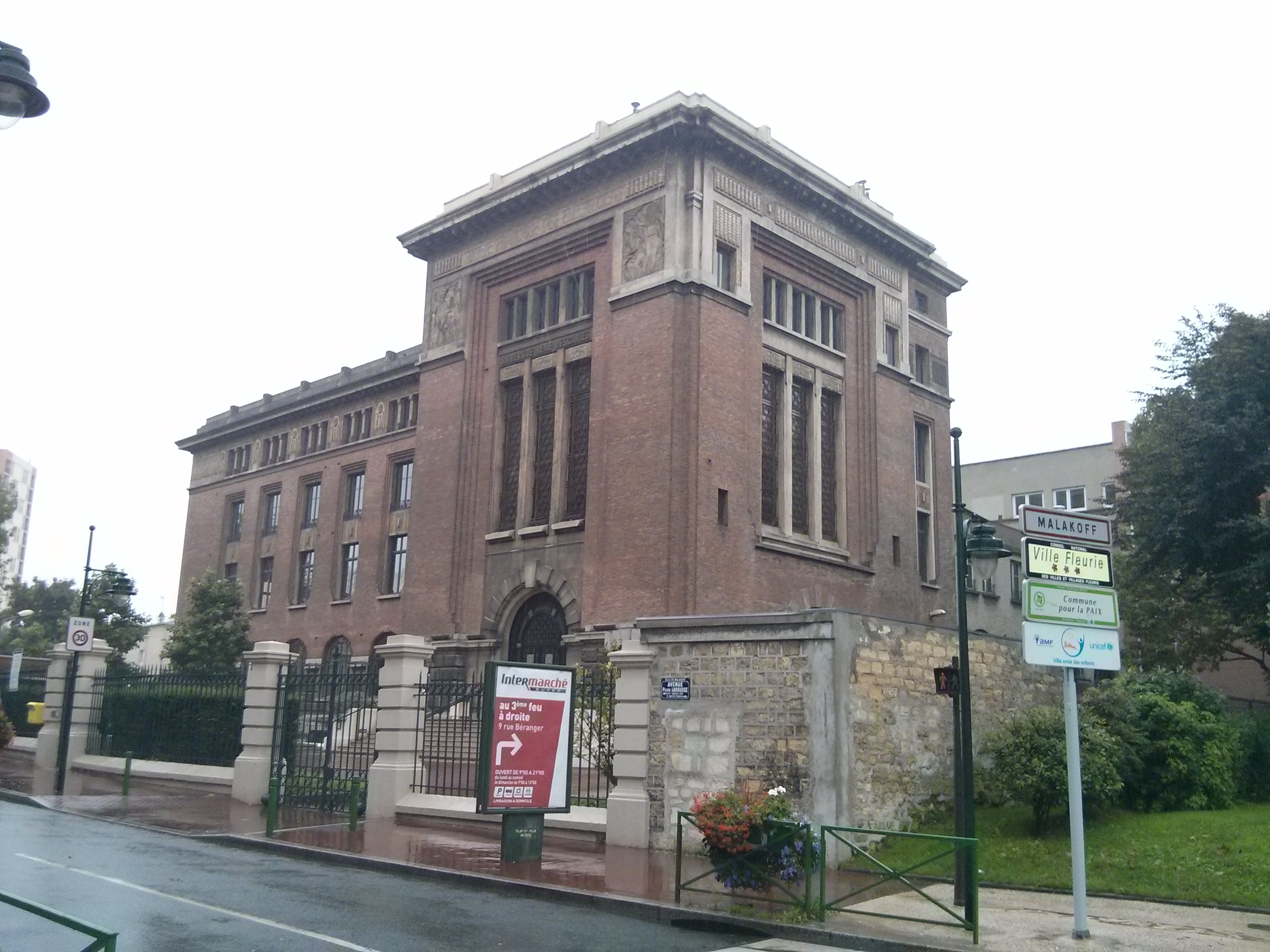

巴黎第五大学—勒奈·笛卡尔（法語：Université Paris V - René Descartes）处于巴黎第六区。2019年3月與巴黎第七大学合併為巴黎大学 (2019年)。校园处于十九世纪的巴黎外科学院（建于1774年）。

## 学院
- 心理学学院
- 社会科学学院
- 法律学院
- 医学学院  （全法国最大的医学学院）
- 生物医学学院
- 牙科学院
- 药学院
- 数学-电脑学院

## 外部連結
- 巴黎第五大学 （法文）